# Midtryggen
Midtryggen är en bergstopp i Antarktis. Den ligger i Västantarktis. Inget land gör anspråk på området. Toppen på Midtryggen är 611 meter över havet. Midtryggen ligger på ön Peter I Øy.
Terrängen runt Midtryggen är kuperad åt sydost, men åt nordväst är den bergig. Havet är nära Midtryggen österut. Trakten är obefolkad. Det finns inga samhällen i närheten.